# District de Jiangning
Le district de Jiangning (江宁区 ; pinyin : Jiāngníng Qū) est une subdivision administrative de la province du Jiangsu en Chine. Il est placé sous la juridiction de la ville sous-provinciale de Nankin (Nankin).